# Tour d'Italie féminin 2009
La 20e édition du Tour d'Italie féminin a eu lieu du 3 juillet 2009 au 12 juillet 2009. La course fait partie du calendrier UCI féminin en catégorie 2.1. Divisé en neuf étapes, son parcours est très montagneux. Aucune étape ne traverse l'Italie du Nord. L'équipe Cervélo TestTeam Women domine l'épreuve : ses coureuses Kirsten Wild, Emma Pooley et Claudia Häusler portent le maillot rose au soir de huit des dix étapes, prologue inclus. Cette dernière gagne la course et le classement par points. La formation gagne aussi le classement par équipes. Columbia-HTC Women s'impose de son côté sur trois étapes grâce à Judith Arndt, Ina-Yoko Teutenberg et Mara Abbott. L'Américaine remporte le classement de la meilleure grimpeuse et monte sur la deuxième marche du podium. Il est complété par Nicole Brändli. Le classement de la meilleure jeune est lui gagné par Lizzie Armitstead.

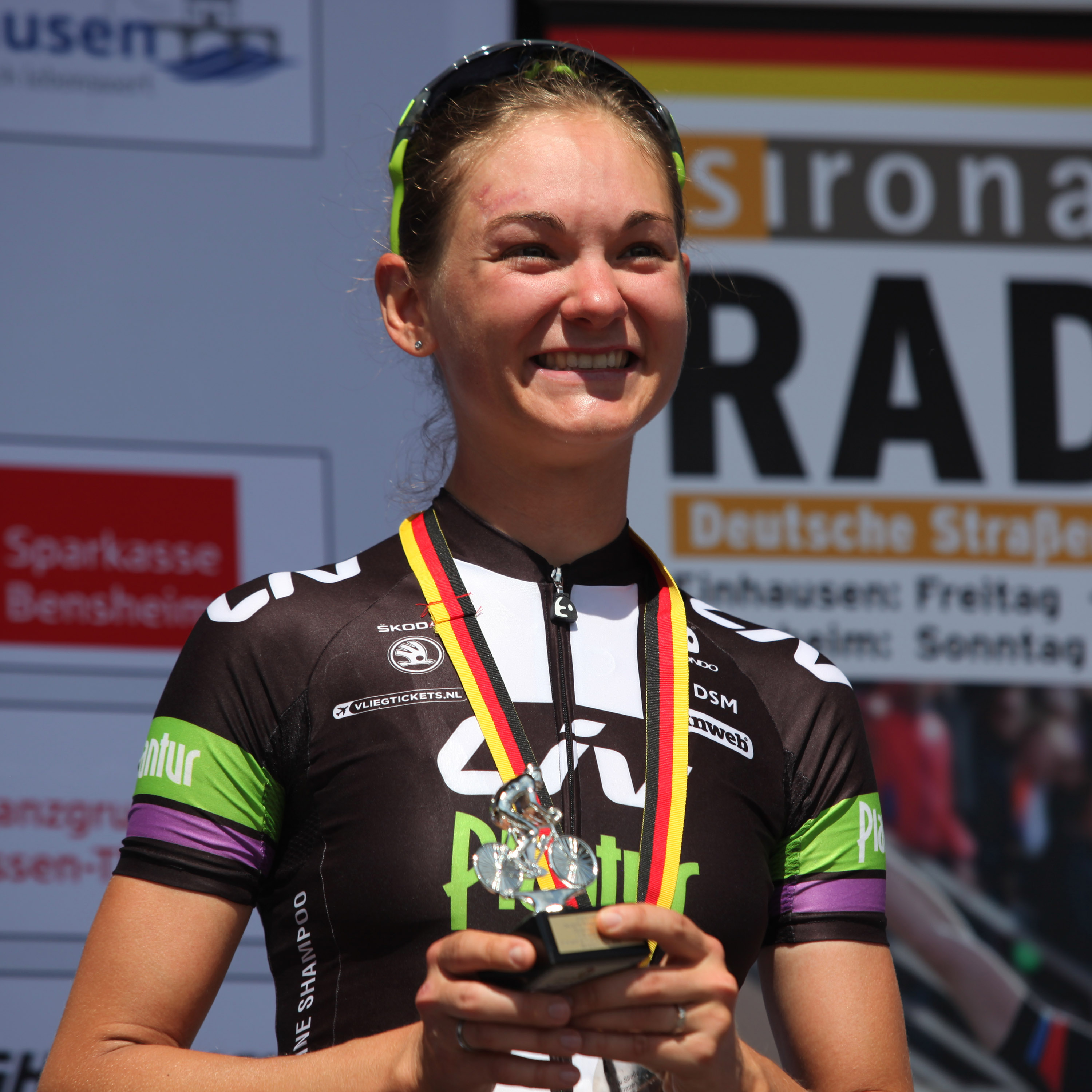
Claudia Häusler (ici en 2015), vainqueur du Tour d'Italie 2009

## Présentation

### Comité d'organisation
Le comité d'organisation est présidé par Giusepe Rivolta. Le président du jury des arbitres est Bruno Valcic. Le speaker est Alberto Rigamonti.

### Parcours
La course comporte un prologue et neuf étapes. Le prologue se dispute en soirée à Scarperia en circuit urbain. Le tracé a une forme ovale et est parcouru dans le sens des aiguilles d'une montre. La partie initiale est pavée, la partie finale est légèrement ascendante. La première étape relie San Piero a Sieve à Patrolino di Vaglia et se court dans les collines du Mugello avec un final difficile : deux kilomètres avec une pente de 6,8 %. Le contre-la-montre de la deuxième étape se dispute entre Pontedera et Santa Maria a Monte. Après un début facile, la partie proche de l'arrivée est plus difficile. Il comporte un descente raide à Santa Maria a Monte suivie d'une rampe pavée jusqu'à l'arrivée. La troisième étape s'élance de Calcinaia et escalade par deux fois le monte Serra. La première depuis Calci avec le col du Parto à Ceragiola en hors d'œuvre, la deuxième sur le versant de Lucca. Elle se conclut à Prato a Calci. L'étape suivante est une boucle en bord de mer de vingt-sept kilomètres autour de Porto Sant'Elpidio à parcourir quatre fois. La cinquième étape est plus difficile. Elle commence à Fossacesia par de longues routes rectilignes. Ensuite, le tracé devient plus vallonné avec un col de troisième catégorie dans le final, suivi d'une descente vers Cerro al Volturno. L'arrivée se joue après un virage serré dans une montée pavée à 16 % de pente moyenne. La sixième étape est montagneuse. Elle part de Cerro al Volturno et se rend à Sant'Elena Sannita. Deux cols de première catégorie sont au programme : celui de Rionero au bout de dix-sept kilomètres puis celui de Prato Gentile à mi-parcours. Ce dernier est suivi d'une longue descente jusqu'à Isernia. Le final est vallonné. L'étape suivante commence à Andria. Elle se distingue par sa longueur : 131,2 km, le vent qui souffle dans cette région et la présence de deux cols de troisième catégorie en cours d'étape puis un de deuxième catégorie proche de l'arrivée à Castel del Monte. La huitième étape relie San Marco dei Cavoti à Pesco Sannita. Elle emprunte les collines de Sanniti et inclut un col de troisième catégorie et un de deuxième catégorie. Enfin l'ultime étape se dispute à Grumo Nevano sur un circuit de quatorze kilomètres à effectuer huit fois,.
Le parcours est le plus dur depuis 20 ans selon Manel Lacambra, directeur sportif de l'équipe Cervélo TestTeam.

### Équipes
L'épreuve accueille quinze équipes UCI, deux sélections nationales et une équipe amateur. 
| Équipes UCI              | Équipes UCI | Équipes UCI |
| Nom de l'équipe          | Pays        | Code        |
| ------------------------ | ----------- | ----------- |
| Bigla                    |             | BCT         |
| Bizkaia-Durango          |             | BPD         |
| Cervélo TestTeam Women   |             | CWT         |
| CMAX Dila                |             | DGC         |
| Columbia-HTC Women       |             | TCW         |
| Fenixs                   |             | FEN         |
| Flexpoint                |             | FLX         |
| Gauss-RDZ-Ormu-Colnago   |             | GAU         |
| Lotto Belisol            |             | LLT         |
| Nürnberger Versicherung  |             | NUR         |
| Safi-Pasta Zara-Titanedi |             | SAF         |
| SC Michela Fanini Rox    |             | MIC         |
| Selle Italie-Ghezzi      |             | MSI         |
| Top Girls Fassa Bortolo  |             | TOG         |
| USC Chirio Forno d'Asolo |             | USC         |

| Équipe amateur  | Équipe amateur | Équipe amateur |
| Nom de l'équipe | Pays           | Code           |
| --------------- | -------------- | -------------- |
| System Data     |                |                |

| Sélections nationales              | Sélections nationales | Sélections nationales |
| Nom de l'équipe                    | Pays                  | Code                  |
| ---------------------------------- | --------------------- | --------------------- |
| Sélection nationale d'Australie    |                       |                       |
| Sélection nationale des États-Unis |                       |                       |

### Favorites
Les favorites sont la vainqueur sortante Fabiana Luperini, l'Américaine Amber Neben, l'Allemande Claudia Häusler, la Lituanienne Edita Pučinskaitė , l'Américaine Kristin Armstrong et la Suédoise Susanne Ljungskog.

### Partenaires
Le fabricant de menuiserie Dilà parraine le maillot rose. Le maillot vert est financé par l'imprimeur Polyedra. Le classement par point est parrainé par Sayerlack, une autre menuiserie. La région lombarde apporte son soutien au classement de la meilleure jeune.

## Étapes
| Étape     | Date       | Villes étapes                           |                             | Distance (km) | Vainqueur d’étape   | Leader du classement général |
| --------- | ---------- | --------------------------------------- | --------------------------- | ------------- | ------------------- | ---------------------------- |
| Prologue  | 3 juillet  | Scarperia -Scarperia                    | Prologue                    | 2,5           | Kirsten Wild        | Kirsten Wild                 |
| 1re étape | 4 juillet  | San Piero a Sieve - Pratolino di Vaglia | Étape vallonnée             | 99,9          | Edita Pučinskaitė   | Edita Pučinskaitė            |
| 2e étape  | 5 juillet  | Pontedera -Santa Maria a Monte          | Contre-la-montre individuel | 13,5          | Amber Neben         | Amber Neben                  |
| 3e étape  | 6 juillet  | Calcinaia - Prato a Calci/Monte Serra   | Étape de montagne           | 106,4         | Mara Abbott         | Emma Pooley                  |
| 4e étape  | 7 juillet  | Porto Sant'Elpidio - Porto Sant'Elpidio | Étape de plaine             | 109,2         | Ina-Yoko Teutenberg | Emma Pooley                  |
| 5e étape  | 8 juillet  | Fossacesia - Cerro al Volturno          | Étape vallonnée             | 114,3         | Noemi Cantele       | Emma Pooley                  |
| 6e étape  | 9 juillet  | Cerro al Volturno - Sant'Elena Sannita  | Étape de montagne           | 119,3         | Judith Arndt        | Claudia Häusler              |
| 7e étape  | 10 juillet | Andria - Castel del Monte               | Étape de moyenne montagne   | 131,2         | Claudia Häusler     | Claudia Häusler              |
| 8e étape  | 11 juillet | San Marco dei Cavoti - Pesco Sannita    | Étape de moyenne montagne   | 115,6         | Trixi Worrack       | Claudia Häusler              |
| 9e étape  | 12 juillet | Grumo Nevano - Grumo Nevano             | Étape de plaine             | 111,2         | Kirsten Wild        | Claudia Häusler              |

## Déroulement de la course

### Prologue

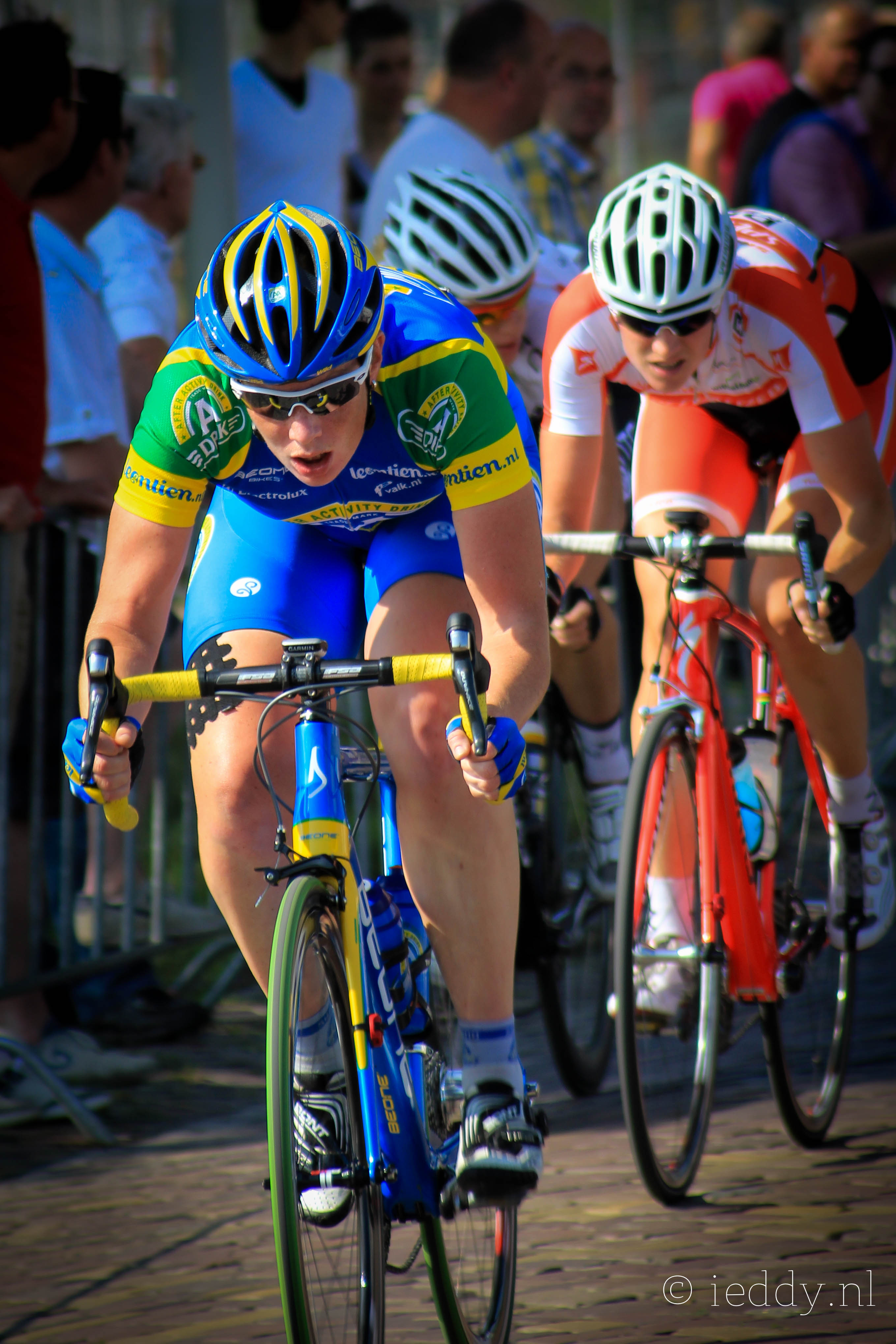
Kirsten Wild gagne le prologue et la neuvième étape

Kirsten Wild et Kristin Armstrong de l'équipe Cervélo dominent le prologue. Linda Melanie Villumsen et Ina-Yoko Teutenberg de la formation Columbia-HTC Women prennent les deux places suivantes,.
| Classement de l'étape | Classement de l'étape   | Classement de l'étape | Classement de l'étape              | Classement de l'étape |
|                       | Coureur                 | Pays                  | Équipe                             | Temps                 |
| --------------------- | ----------------------- | --------------------- | ---------------------------------- | --------------------- |
| 1er                   | Kirsten Wild            | Pays-Bas              | Cervélo TestTeam Women             | en 3 min 6 s          |
| 2e                    | Kristin Armstrong       | États-Unis            | Cervélo TestTeam Women             | +4 s                  |
| 3e                    | Linda Melanie Villumsen | Danemark              | Columbia-HTC Women                 | +4 s                  |
| 4e                    | Ina-Yoko Teutenberg     | Allemagne             | Columbia-HTC Women                 | +5 s                  |
| 5e                    | Charlotte Becker        | Allemagne             | Nürnberger Versicherung            | +5 s                  |
| 6e                    | Katharine Carroll       | États-Unis            | Sélection nationale des États-Unis | +6 s                  |
| 7e                    | Susanne Ljungskog       | Suède                 | Flexpoint                          | +6 s                  |
| 8e                    | Iris Slappendel         | Pays-Bas              | Flexpoint                          | +6 s                  |
| 9e                    | Trine Schmidt           | Pays-Bas              | Flexpoint                          | +6 s                  |
| 10e                   | Chantal Beltman         | Pays-Bas              | Columbia-HTC Women                 | +6 s                  |
| modifier              |                         |                       |                                    |                       |

### 1reétape

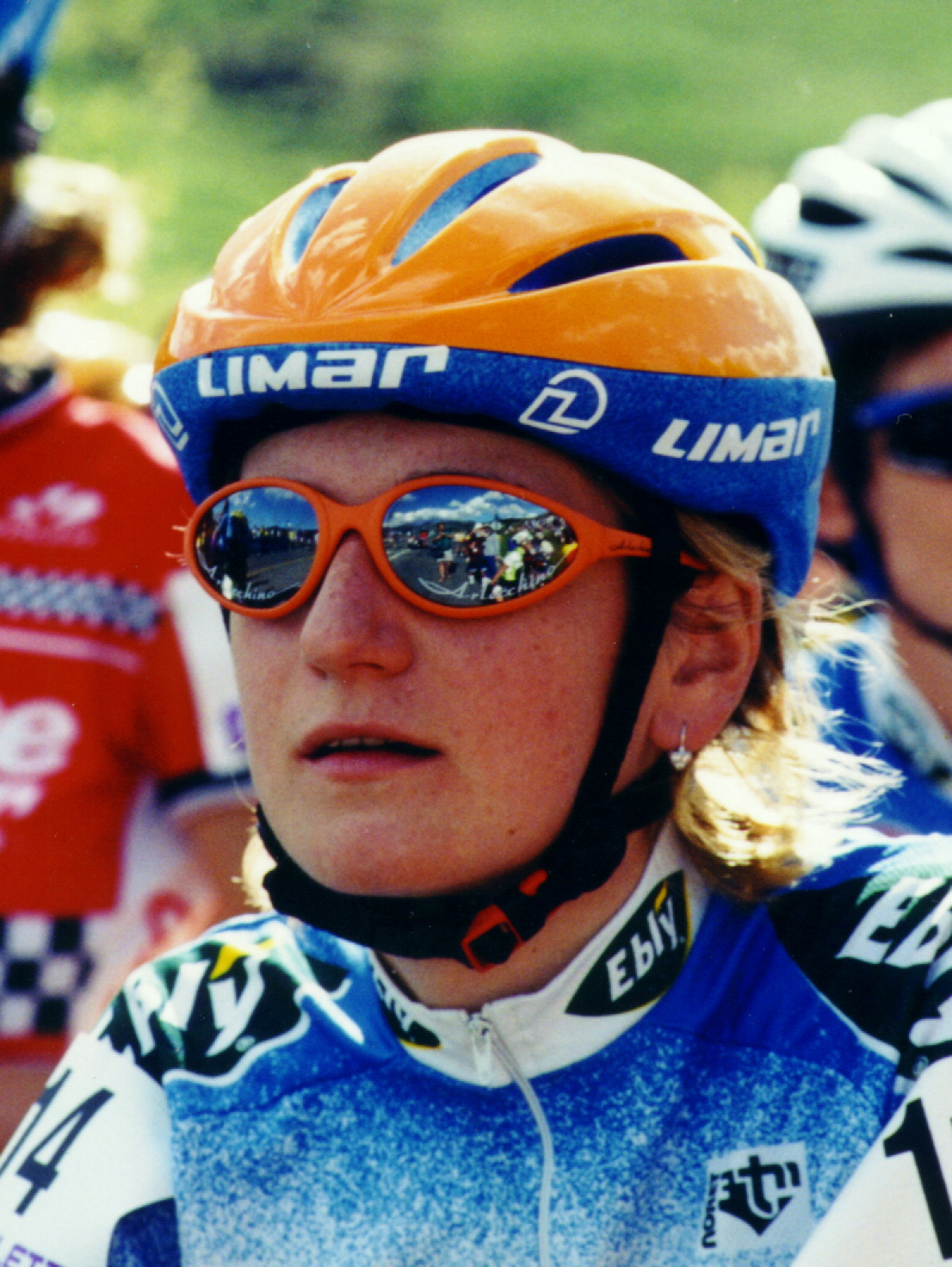
Edita Pučinskaitė s'impose sur la première étape

Durant l'étape, Megan Guarnier s'échappe au bout de seize kilomètres. Elle se fait reprendre au kilomètre cinquante-deux. Clemilda Fernandes attaque ensuite mais se fait rejoindre au kilomètre soixante-deux. Dans la côte finale, Fabiana Luperini, qui est originaire de la région, accélère et est accompagnée d'Edita Pučinskaitė, Judith Arndt et Mara Abbott . La Lituanienne se montre la plus rapide au sprint,.
| Classement de l'étape | Classement de l'étape | Classement de l'étape | Classement de l'étape    | Classement de l'étape |
|                       | Coureur               | Pays                  | Équipe                   | Temps                 |
| --------------------- | --------------------- | --------------------- | ------------------------ | --------------------- |
| 1er                   | Edita Pučinskaitė     | Lituanie              | Gauss-RDZ-Ormu-Colnago   | en 2 h 46 min 21 s    |
| 2e                    | Fabiana Luperini      | Italie                | Selle Italie-Ghezzi      | m.t.                  |
| 3e                    | Judith Arndt          | Allemagne             | Columbia-HTC Women       | m.t.                  |
| 4e                    | Mara Abbott           | États-Unis            | Columbia-HTC Women       | m.t.                  |
| 5e                    | Noemi Cantele         | Italie                | Bigla                    | +3 s                  |
| 6e                    | Nicole Brändli        | Suisse                | Bigla                    | +3 s                  |
| 7e                    | Amber Neben           | États-Unis            | Nürnberger Versicherung  | +3 s                  |
| 8e                    | Diana Žiliūtė         | Lituanie              | Safi-Pasta Zara-Titanedi | +5 s                  |
| 9e                    | Emma Pooley           | Royaume-Uni           | Cervélo TestTeam Women   | +5 s                  |
| 10e                   | Tatiana Guderzo       | Italie                | SC Michela Fanini Rox    | +9 s                  |
| modifier              |                       |                       |                          |                       |

| Classement général | Classement général   | Classement général | Classement général       | Classement général |
|                    | Coureur              | Pays               | Équipe                   | Temps              |
| ------------------ | -------------------- | ------------------ | ------------------------ | ------------------ |
| 1er                | Edita Pučinskaitė    | Lituanie           | Gauss-RDZ-Ormu-Colnago   | en 2 h 49 min 28 s |
| 2e                 | Judith Arndt         | Allemagne          | Columbia-HTC Women       | +1 s               |
| 3e                 | Noemi Cantele        | Italie             | Bigla                    | +9 s               |
| 4e                 | Fabiana Luperini     | Italie             | Selle Italie-Ghezzi      | +9 s               |
| 5e                 | Amber Neben          | États-Unis         | Nürnberger Versicherung  | +11 s              |
| 6e                 | Emma Pooley          | Royaume-Uni        | Cervélo TestTeam Women   | +12 s              |
| 7e                 | Diana Žiliūtė        | Lituanie           | Safi-Pasta Zara-Titanedi | +13 s              |
| 8e                 | Nicole Brändli       | Suisse             | Bigla                    | +14 s              |
| 9e                 | Svetlana Boubnenkova | Russie             | Fenixs                   | +18 s              |
| 10e                | Kristin Armstrong    | États-Unis         | Cervélo TestTeam Women   | +19 s              |
| modifier           |                      |                    |                          |                    |

### 2eétape

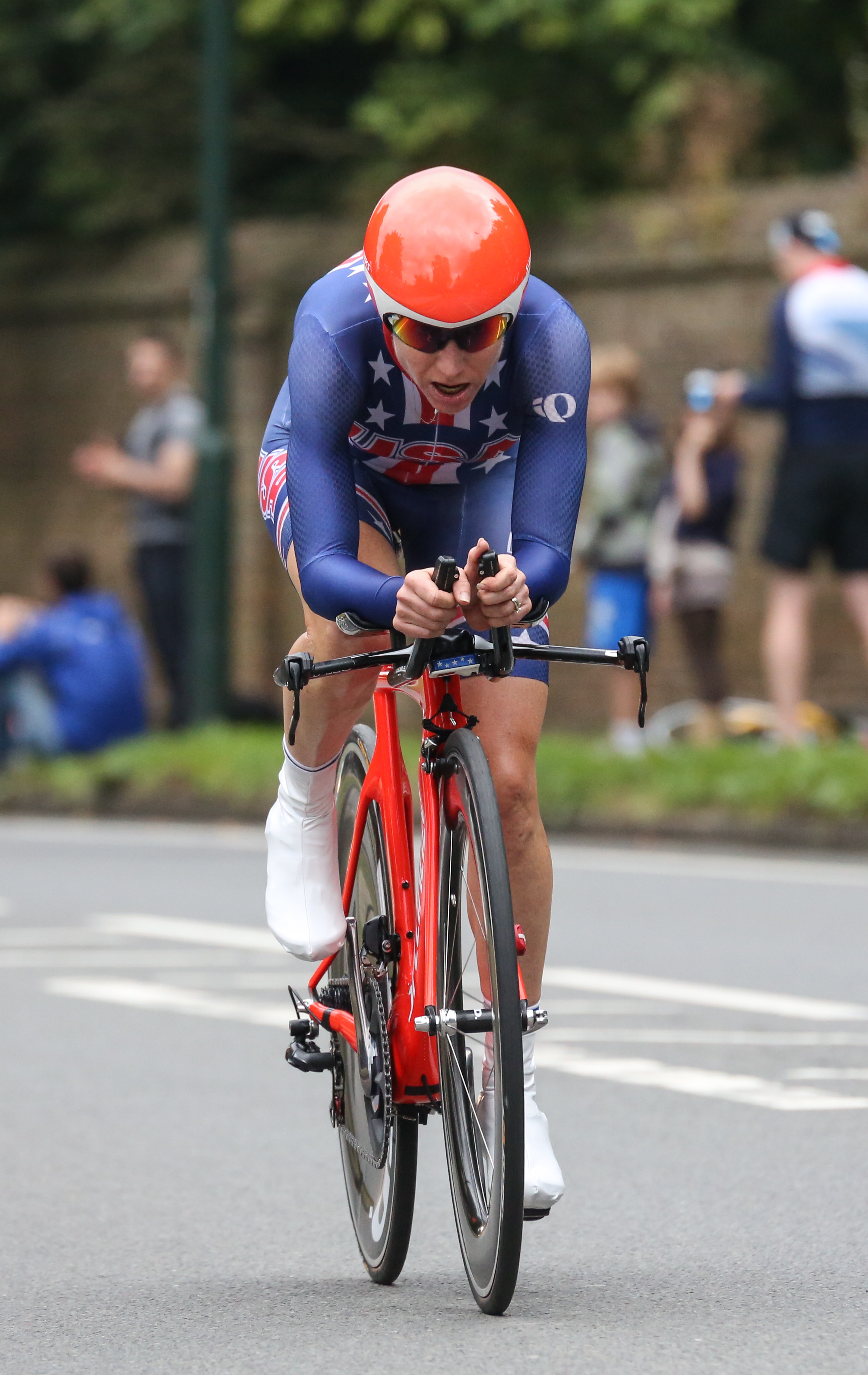
Amber Neben remporte le contre-la-montre individuel et prend le maillot rose au passage

Le contre-la-montre individuel de la deuxième étape est remportée par la championne du monde de la spécialité Amber Neben. Elle est suivie par sa compatriote Kristin Armstrong. Emma Pooley, également de la formation Cervélo complète le podium. Le classement général est identique,.
| Classement de l'étape | Classement de l'étape   | Classement de l'étape | Classement de l'étape   | Classement de l'étape |
|                       | Coureur                 | Pays                  | Équipe                  | Temps                 |
| --------------------- | ----------------------- | --------------------- | ----------------------- | --------------------- |
| 1er                   | Amber Neben             | États-Unis            | Nürnberger Versicherung | en 0 h 20 min 39 s    |
| 2e                    | Kristin Armstrong       | États-Unis            | Cervélo TestTeam Women  | +14 s                 |
| 3e                    | Emma Pooley             | Royaume-Uni           | Cervélo TestTeam Women  | +30 s                 |
| 4e                    | Svetlana Boubnenkova    | Russie                | Fenixs                  | +39 s                 |
| 5e                    | Judith Arndt            | Allemagne             | Columbia-HTC Women      | +45 s                 |
| 6e                    | Noemi Cantele           | Italie                | Bigla                   | +46 s                 |
| 7e                    | Claudia Häusler         | Allemagne             | Cervélo TestTeam Women  | +51 s                 |
| 8e                    | Tatiana Antoshina       | Russie                | Gauss-RDZ-Ormu-Colnago  | +56 s                 |
| 9e                    | Edita Pučinskaitė       | Lituanie              | Gauss-RDZ-Ormu-Colnago  | +58 s                 |
| 10e                   | Linda Melanie Villumsen | Danemark              | Columbia-HTC Women      | +1 min 7 s            |
| modifier              |                         |                       |                         |                       |

| Classement général | Classement général   | Classement général | Classement général       | Classement général |
|                    | Coureur              | Pays               | Équipe                   | Temps              |
| ------------------ | -------------------- | ------------------ | ------------------------ | ------------------ |
| 1er                | Amber Neben          | États-Unis         | Nürnberger Versicherung  | en 3 h 10 min 18 s |
| 2e                 | Kristin Armstrong    | États-Unis         | Cervélo TestTeam Women   | +22 s              |
| 3e                 | Emma Pooley          | Royaume-Uni        | Cervélo TestTeam Women   | +31 s              |
| 4e                 | Judith Arndt         | Allemagne          | Columbia-HTC Women       | +35 s              |
| 5e                 | Noemi Cantele        | Italie             | Bigla                    | +44 s              |
| 6e                 | Svetlana Boubnenkova | Russie             | Fenixs                   | +46 s              |
| 7e                 | Edita Pučinskaitė    | Lituanie           | Gauss-RDZ-Ormu-Colnago   | +47 s              |
| 8e                 | Claudia Häusler      | Allemagne          | Cervélo TestTeam Women   | +1 min 11 s        |
| 9e                 | Nicole Brändli       | Suisse             | Bigla                    | +1 min 12 s        |
| 10e                | Diana Žiliūtė        | Lituanie           | Safi-Pasta Zara-Titanedi | +1 min 15 s        |
| modifier           |                      |                    |                          |                    |

### 3eétape

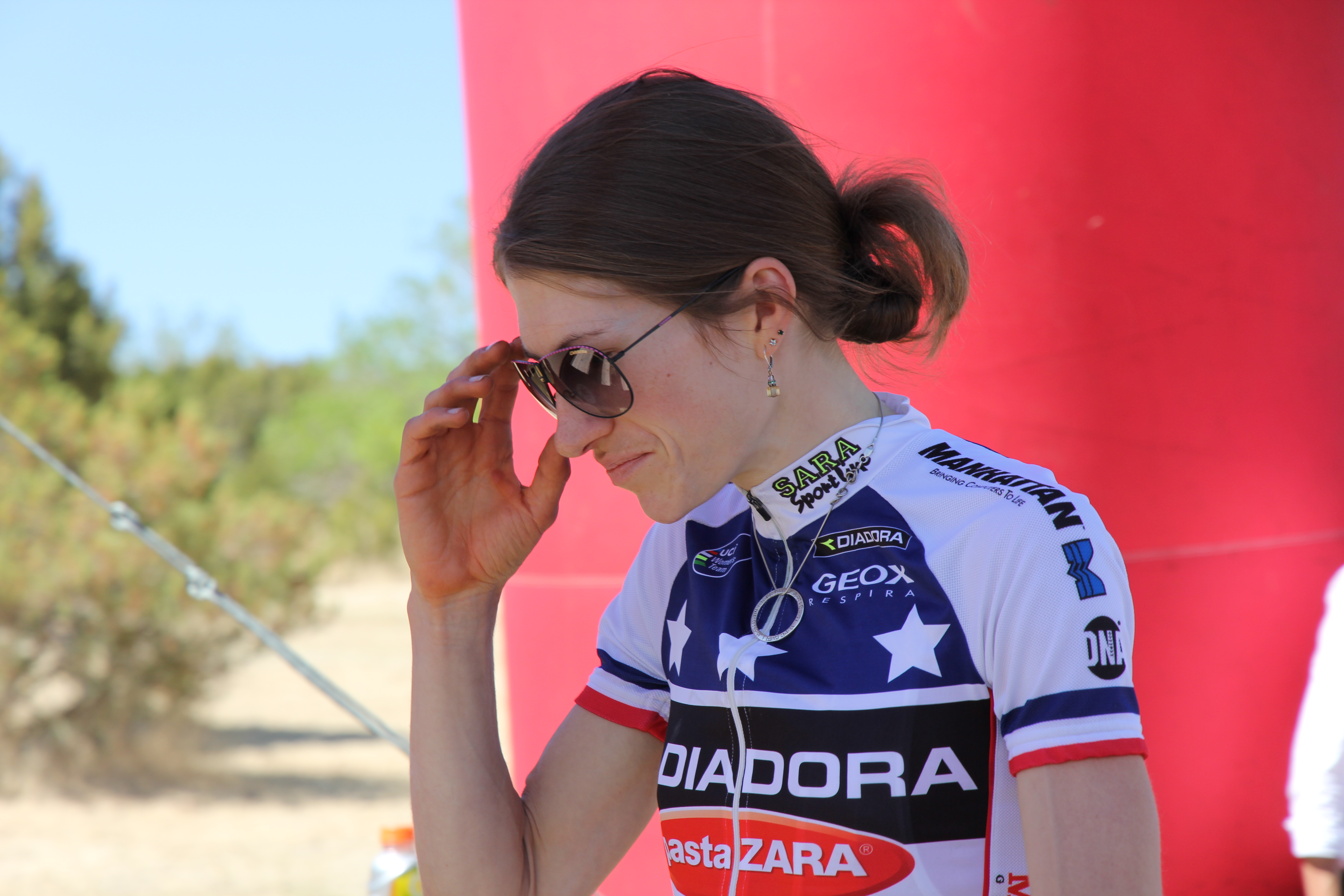
Mara Abbott remporte la troisième étape et finit deuxième du Tour d'Italie

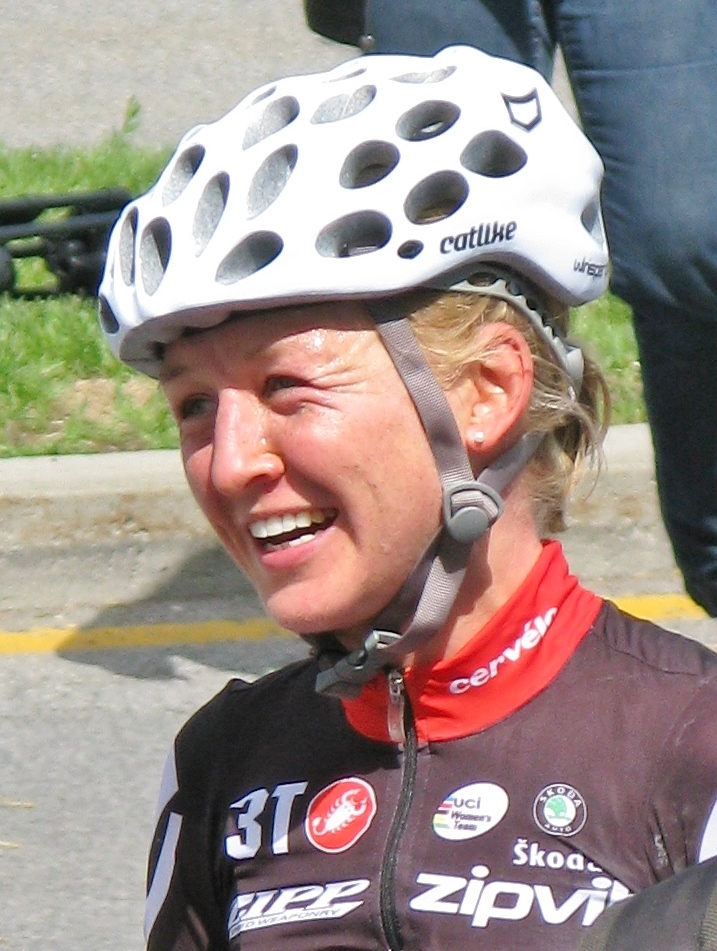
Emma Pooley s'empare du maillot jaune lors de la troisième étape

La troisième étape, est la première de montagne. Il pleut. Lors de la première montée du Monte Serra, un groupe de leaders se détache. De nombreuses attaques se produisent ensuite : de Mara Abbott, Judith Arndt, Svetlana Boubnenkova, Claudia Häusler, Nicole Brändli, mais aucune ne parvient à s'échapper. Mara Abbott chute dans la descente, mais peut repartir. Emma Pooley présente aussi des cicatrices à l'arrivée.
Lors de la dernière ascension, Claudia Häusler attaque et est suivie par Mara Abbott et Emma Pooley. L'Allemande doit laisser partir les deux autres dans le final. Emma Pooley mène l'échappée comme l'Américaine souhaite protéger la position au classement général de sa coéquipière Judith Arndt. Mara Abbott domine finalement la Britannique au sprint et s'impose,. Kristin Armstrong perd plus de huit minutes lors de l'étape.
| Classement de l'étape | Classement de l'étape | Classement de l'étape | Classement de l'étape   | Classement de l'étape |
|                       | Coureur               | Pays                  | Équipe                  | Temps                 |
| --------------------- | --------------------- | --------------------- | ----------------------- | --------------------- |
| 1er                   | Mara Abbott           | États-Unis            | Columbia-HTC Women      | en 2 h 55 min 32 s    |
| 2e                    | Emma Pooley           | Royaume-Uni           | Cervélo TestTeam Women  | m.t.                  |
| 3e                    | Claudia Häusler       | Allemagne             | Cervélo TestTeam Women  | +36 s                 |
| 4e                    | Judith Arndt          | Allemagne             | Columbia-HTC Women      | +1 min 24 s           |
| 5e                    | Svetlana Boubnenkova  | Russie                | Fenixs                  | +1 min 24 s           |
| 6e                    | Carla Ryan            | Australie             | Cervélo TestTeam Women  | +1 min 32 s           |
| 7e                    | Edita Pučinskaitė     | Lituanie              | Gauss-RDZ-Ormu-Colnago  | +2 min                |
| 8e                    | Amber Neben           | États-Unis            | Nürnberger Versicherung | +2 min 5 s            |
| 9e                    | Nicole Brändli        | Suisse                | Bigla                   | +2 min 5 s            |
| 10e                   | Fabiana Luperini      | Italie                | Selle Italie-Ghezzi     | +2 min 5 s            |
| modifier              |                       |                       |                         |                       |

| Classement général | Classement général   | Classement général | Classement général      | Classement général |
|                    | Coureur              | Pays               | Équipe                  | Temps              |
| ------------------ | -------------------- | ------------------ | ----------------------- | ------------------ |
| 1er                | Emma Pooley          | Royaume-Uni        | Cervélo TestTeam Women  | en 6 h 6 min 15 s  |
| 2e                 | Mara Abbott          | États-Unis         | Columbia-HTC Women      | +1 min 7 s         |
| 3e                 | Claudia Häusler      | Allemagne          | Cervélo TestTeam Women  | +1 min 18 s        |
| 4e                 | Judith Arndt         | Allemagne          | Columbia-HTC Women      | +34 s              |
| 5e                 | Amber Neben          | États-Unis         | Nürnberger Versicherung | +1 min 40 s        |
| 6e                 | Svetlana Boubnenkova | Russie             | Fenixs                  | +1 min 45 s        |
| 7e                 | Edita Pučinskaitė    | Lituanie           | Gauss-RDZ-Ormu-Colnago  | +2 min 22 s        |
| 8e                 | Carla Ryan           | Australie          | Cervélo TestTeam Women  | +3 min 4 s         |
| 9e                 | Nicole Brändli       | Suisse             | Bigla                   | +3 min 34 s        |
| 10e                | Fabiana Luperini     | Italie             | Selle Italie-Ghezzi     | +4 min 12 s        |
| modifier           |                      |                    |                         |                    |

### 4eétape

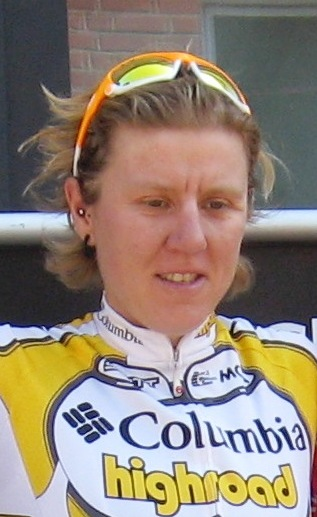
Ina-Yoko Teutenberg remporte la quatrième au sprint

La quatrième étape se conclut par un sprint massif. Ina-Yoko Teutenberg se montre la plus rapide. Elle est suivie de Kirsten Wild et de Monia Baccaille,.
| Classement de l'étape | Classement de l'étape | Classement de l'étape | Classement de l'étape              | Classement de l'étape |
|                       | Coureur               | Pays                  | Équipe                             | Temps                 |
| --------------------- | --------------------- | --------------------- | ---------------------------------- | --------------------- |
| 1er                   | Ina-Yoko Teutenberg   | Allemagne             | Columbia-HTC Women                 | en 2 h 47 min 11 s    |
| 2e                    | Kirsten Wild          | Pays-Bas              | Cervélo TestTeam Women             | m.t.                  |
| 3e                    | Monia Baccaille       | Italie                | SC Michela Fanini Rox              | m.t.                  |
| 4e                    | Giorgia Bronzini      | Italie                | Safi-Pasta Zara-Titanedi           | m.t.                  |
| 5e                    | Brooke Miller         | États-Unis            | Sélection nationale des États-Unis | m.t.                  |
| 6e                    | Rochelle Gilmore      | Australie             | Lotto Belisol                      | m.t.                  |
| 7e                    | Alessandra D'Ettorre  | Italie                | Top Girls Fassa Bortolo            | m.t.                  |
| 8e                    | Suzanne De Goede      | Pays-Bas              | Nürnberger Versicherung            | m.t.                  |
| 9e                    | Shelley Olds          | États-Unis            | Sélection nationale des États-Unis | m.t.                  |
| 10e                   | Martina Corazza       | Italie                | Gauss-RDZ-Ormu-Colnago             | m.t.                  |
| modifier              |                       |                       |                                    |                       |

| Classement général | Classement général   | Classement général | Classement général      | Classement général |
|                    | Coureur              | Pays               | Équipe                  | Temps              |
| ------------------ | -------------------- | ------------------ | ----------------------- | ------------------ |
| 1er                | Emma Pooley          | Royaume-Uni        | Cervélo TestTeam Women  | en 8 h 53 min 33 s |
| 2e                 | Mara Abbott          | États-Unis         | Columbia-HTC Women      | +1 min 7 s         |
| 3e                 | Claudia Häusler      | Allemagne          | Cervélo TestTeam Women  | +1 min 11 s        |
| 4e                 | Judith Arndt         | Allemagne          | Columbia-HTC Women      | +1 min 27 s        |
| 5e                 | Amber Neben          | États-Unis         | Nürnberger Versicherung | +1 min 33 s        |
| 6e                 | Svetlana Boubnenkova | Russie             | Fenixs                  | +1 min 38 s        |
| 7e                 | Edita Pučinskaitė    | Lituanie           | Gauss-RDZ-Ormu-Colnago  | +2 min 15 s        |
| 8e                 | Carla Ryan           | Australie          | Cervélo TestTeam Women  | +3 min 4 s         |
| 9e                 | Nicole Brändli       | Suisse             | Bigla                   | +3 min 27 s        |
| 10e                | Fabiana Luperini     | Italie             | Selle Italie-Ghezzi     | +4 min 12 s        |
| modifier           |                      |                    |                         |                    |

### 5eétape
La cinquième étape se court sous une forte chaleur. Elle se décide dans la principale ascension du jour à une trentaine de kilomètres de l'arrivée. Noemi Cantele s'échappe avec la vainqueur de la veille Ina-Yoko Teutenberg, accompagnée de la sprinteuse italienne Giorgia Bronzini. Jennifer Hohl, également de l'équipe Bigla, Julia Martisova et Sigrid Corneo font aussi partie du groupe de tête. L'arrivée se joue en côte avec des pavés. À ce jeu-là, Noemi Cantele se montre la plus rapide. Derrière les leaders se marquent. Claudia Häusler profite  néanmoins du fait que Mara Abbott perde un peu de temps dans la dernière montée pour remonter à la deuxième place du classement général.
L'étape est marquée par la chute d'Amber Neben dans un virage. Elle doit abandonner, même si les examens médicaux qui suivent ne révèlent rien de grave. L'équipe Nürnberger Versicherung n'a donc plus de leader pour le classement général,.
| Classement de l'étape | Classement de l'étape | Classement de l'étape | Classement de l'étape    | Classement de l'étape |
|                       | Coureur               | Pays                  | Équipe                   | Temps                 |
| --------------------- | --------------------- | --------------------- | ------------------------ | --------------------- |
| 1er                   | Noemi Cantele         | Italie                | Bigla                    | en 3 h 28 min 31 s    |
| 2e                    | Giorgia Bronzini      | Italie                | Safi-Pasta Zara-Titanedi | +6 s                  |
| 3e                    | Ina-Yoko Teutenberg   | Allemagne             | Columbia-HTC Women       | +9 s                  |
| 4e                    | Sigrid Corneo         | Slovénie              | Selle Italie-Ghezzi      | +14 s                 |
| 5e                    | Julia Martisova       | Russie                | Gauss-RDZ-Ormu-Colnago   | +20 s                 |
| 6e                    | Jennifer Hohl         | Suisse                | Bigla                    | +1 min 2 s            |
| 7e                    | Judith Arndt          | Allemagne             | Columbia-HTC Women       | +1 min 14 s           |
| 8e                    | Claudia Häusler       | Allemagne             | Cervélo TestTeam Women   | +1 min 14 s           |
| 9e                    | Emma Pooley           | Royaume-Uni           | Cervélo TestTeam Women   | +1 min 14 s           |
| 10e                   | Svetlana Boubnenkova  | Russie                | Fenixs                   | +1 min 22 s           |
| modifier              |                       |                       |                          |                       |

| Classement général | Classement général   | Classement général | Classement général     | Classement général  |
|                    | Coureur              | Pays               | Équipe                 | Temps               |
| ------------------ | -------------------- | ------------------ | ---------------------- | ------------------- |
| 1er                | Emma Pooley          | Royaume-Uni        | Cervélo TestTeam Women | en 12 h 23 min 18 s |
| 2e                 | Claudia Häusler      | Allemagne          | Cervélo TestTeam Women | +1 min 11 s         |
| 3e                 | Judith Arndt         | Allemagne          | Columbia-HTC Women     | +1 min 27 s         |
| 4e                 | Mara Abbott          | États-Unis         | Columbia-HTC Women     | +1 min 29 s         |
| 5e                 | Svetlana Boubnenkova | Russie             | Fenixs                 | +1 min 46 s         |
| 6e                 | Edita Pučinskaitė    | Lituanie           | Gauss-RDZ-Ormu-Colnago | +2 min 27 s         |
| 7e                 | Carla Ryan           | Australie          | Cervélo TestTeam Women | +3 min 26 s         |
| 8e                 | Nicole Brändli       | Suisse             | Bigla                  | +3 min 39 s         |
| 9e                 | Fabiana Luperini     | Italie             | Selle Italie-Ghezzi    | +4 min 32 s         |
| 10e                | Tatiana Guderzo      | Italie             | SC Michela Fanini Rox  | +5 min 8 s          |
| modifier           |                      |                    |                        |                     |

### 6eétape

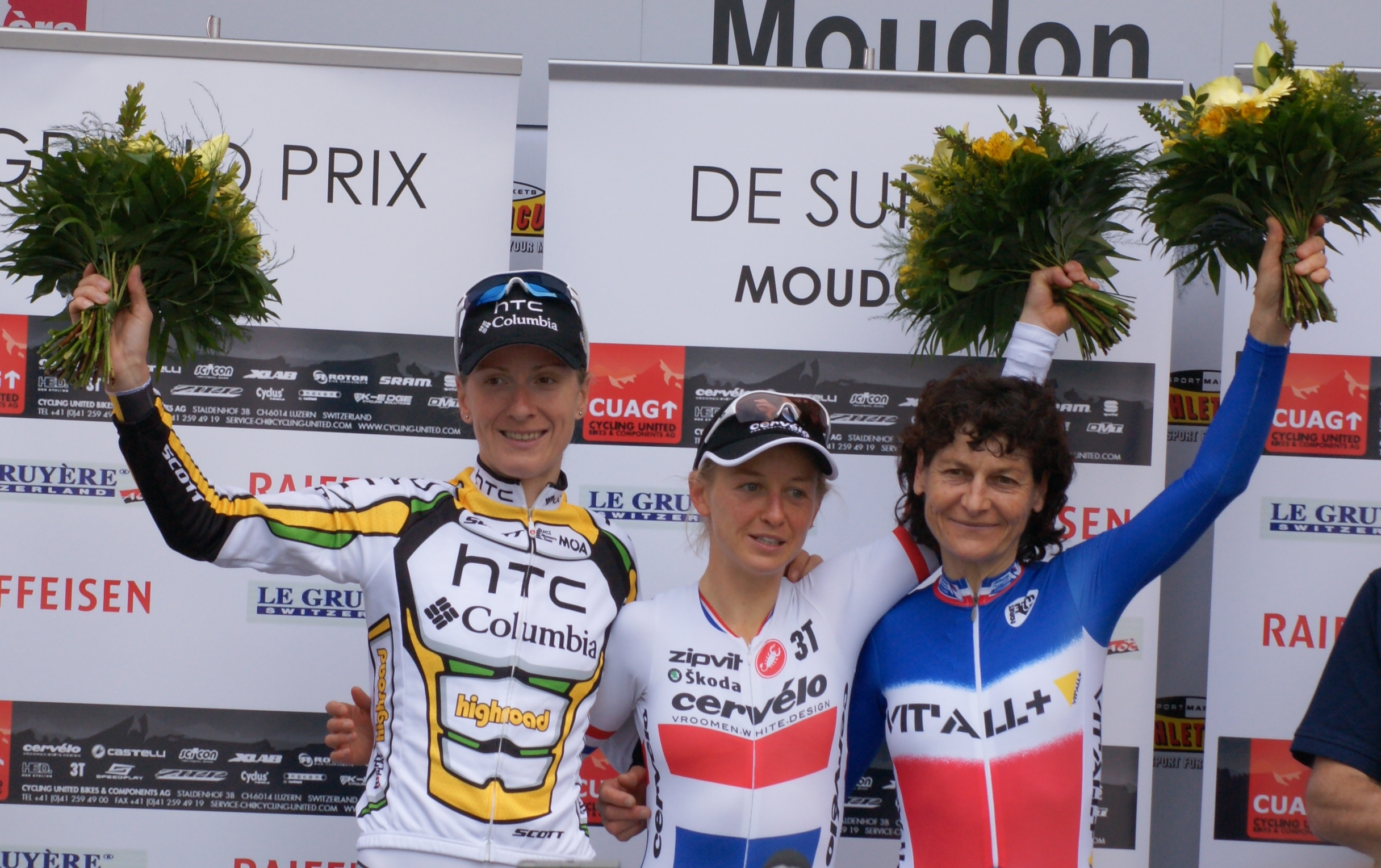
Judith Arndt (à gauche) gagne la sixième étape. Elle est deuxième du classement général quand elle chute dans la pénultième étape

Dans la première ascension de l'étape, l'équipe Cervélo imprime un rythme rapide, ce qui réduit le groupe de tête à vingt coureuses. Elle contrôle également des attaques de l'équipe Columbia HTC-Women. Quarante-et-une athlètes se présentent au pieds de la deuxième ascension. Carla Ryan y accélère mais est prise en chasse par la Columbia HTC-Women. Judith Arndt attaque avec Mara Abbott, Claudia Häusler, Nicole Brändli et le maillot rose Emma Pooley. Cette dernière perd le contact dans la descente. L'échappée prend plus de cinq minutes d'avance. L'arrivée se joue après une montée. Judith Arndt s'impose devant Claudia Häusler au sprint. L'équipe Columbia-HTC est la grande gagnante de l'étape : Judith Arndt et Mara Abbott de se replacent respectivement à la deuxième et troisième position du classement général. Claudia Häusler devient la nouvelle porteuse du maillot rose,. 
| Classement de l'étape | Classement de l'étape | Classement de l'étape | Classement de l'étape   | Classement de l'étape |
|                       | Coureur               | Pays                  | Équipe                  | Temps                 |
| --------------------- | --------------------- | --------------------- | ----------------------- | --------------------- |
| 1er                   | Judith Arndt          | Allemagne             | Columbia-HTC Women      | en 3 h 26 min 20 s    |
| 2e                    | Claudia Häusler       | Allemagne             | Cervélo TestTeam Women  | m.t.                  |
| 3e                    | Nicole Brändli        | Suisse                | Bigla                   | +3 s                  |
| 4e                    | Mara Abbott           | États-Unis            | Columbia-HTC Women      | +14 s                 |
| 5e                    | Trixi Worrack         | Allemagne             | Nürnberger Versicherung | +5 min 18 s           |
| 6e                    | Fabiana Luperini      | Italie                | Selle Italie-Ghezzi     | +5 min 22 s           |
| 7e                    | Carla Ryan            | Australie             | Cervélo TestTeam Women  | +5 min 29 s           |
| 8e                    | Emma Pooley           | Royaume-Uni           | Cervélo TestTeam Women  | +5 min 44 s           |
| 9e                    | Svetlana Boubnenkova  | Russie                | Fenixs                  | +7 min 55 s           |
| 10e                   | Edita Pučinskaitė     | Lituanie              | Gauss-RDZ-Ormu-Colnago  | +7 min 57 s           |
| modifier              |                       |                       |                         |                       |

| Classement général | Classement général   | Classement général | Classement général     | Classement général  |
|                    | Coureur              | Pays               | Équipe                 | Temps               |
| ------------------ | -------------------- | ------------------ | ---------------------- | ------------------- |
| 1er                | Claudia Häusler      | Allemagne          | Cervélo TestTeam Women | en 15 h 50 min 43 s |
| 2e                 | Judith Arndt         | Allemagne          | Columbia-HTC Women     | +12 s               |
| 3e                 | Mara Abbott          | États-Unis         | Columbia-HTC Women     | +38 s               |
| 4e                 | Nicole Brändli       | Suisse             | Bigla                  | +2 min 33 s         |
| 5e                 | Emma Pooley          | Royaume-Uni        | Cervélo TestTeam Women | +4 min 39 s         |
| 6e                 | Carla Ryan           | Australie          | Cervélo TestTeam Women | +7 min 50 s         |
| 7e                 | Fabiana Luperini     | Italie             | Selle Italie-Ghezzi    | +8 min 49 s         |
| 8e                 | Svetlana Boubnenkova | Russie             | Fenixs                 | +8 min 56 s         |
| 9e                 | Edita Pučinskaitė    | Lituanie           | Gauss-RDZ-Ormu-Colnago | +9 min 19 s         |
| 10e                | Tatiana Guderzo      | Italie             | SC Michela Fanini Rox  | +12 min 15 s        |
| modifier           |                      |                    |                        |                     |

### 7eétape

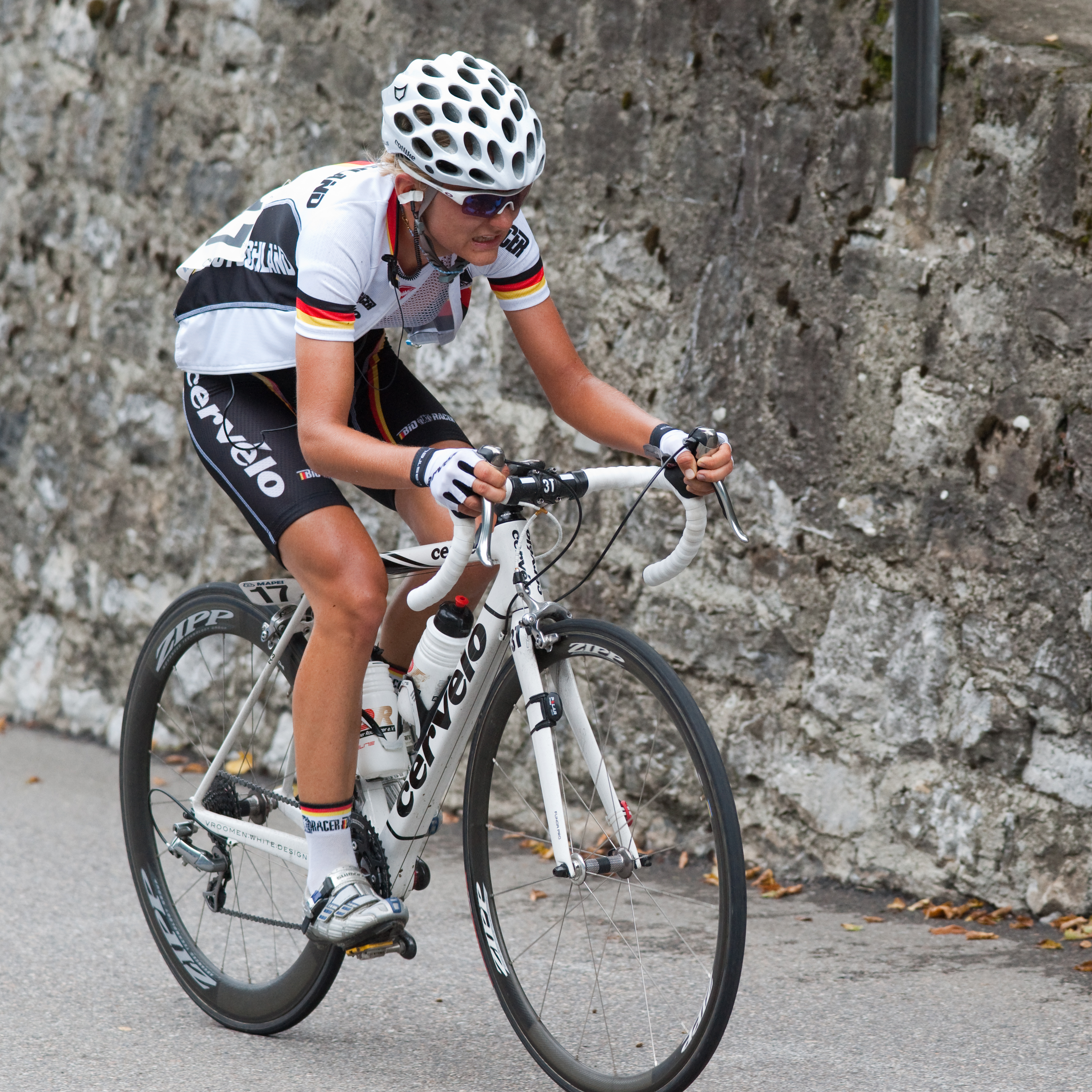
Claudia Häusler s'impose sur la septième étape et consolide son maillot rose

La canicule accompagne la septième étape. De nombreuses attaques ont lieu en début de parcours afin de former une échappée. Elles sont toutes infructueuses jusqu'à celle de Tatiana Antoshina au kilomètre quarante-trois. Elle a une avance maximale de cinquante-cinq secondes. Au kilomètre soixante-dix, elle est rejointe par Charlotte Becker et Katharine Carroll. Toutefois l'écart reste faible, et les fuyardes sont rattrapées par le peloton à l'approche de l'ascension finale. Celle-ci est longue de quatre kilomètres. Fabiana Luperini est la première à passer à l'offensive. Elle est rejointe par Claudia Häusler, Judith Arndt et Mara Abbott dans le dernier kilomètre. La première ré-accélère à trois cents mètres du but et remporte l'étape,. 
| Classement de l'étape | Classement de l'étape | Classement de l'étape | Classement de l'étape    | Classement de l'étape |
|                       | Coureur               | Pays                  | Équipe                   | Temps                 |
| --------------------- | --------------------- | --------------------- | ------------------------ | --------------------- |
| 1er                   | Claudia Häusler       | Allemagne             | Cervélo TestTeam Women   | en 3 h 26 min 8 s     |
| 2e                    | Judith Arndt          | Allemagne             | Columbia-HTC Women       | +1 s                  |
| 3e                    | Mara Abbott           | États-Unis            | Columbia-HTC Women       | +6 s                  |
| 4e                    | Nicole Brändli        | Suisse                | Bigla                    | +10 s                 |
| 5e                    | Svetlana Boubnenkova  | Russie                | Fenixs                   | +14 s                 |
| 6e                    | Kristin Armstrong     | États-Unis            | Cervélo TestTeam Women   | +14 s                 |
| 7e                    | Susanne Ljungskog     | Suède                 | Flexpoint                | +14 s                 |
| 8e                    | Fabiana Luperini      | Italie                | Selle Italie-Ghezzi      | +14 s                 |
| 9e                    | Diana Žiliūtė         | Lituanie              | Safi-Pasta Zara-Titanedi | +30 s                 |
| 10e                   | Tatiana Guderzo       | Italie                | SC Michela Fanini Rox    | +34 s                 |
| modifier              |                       |                       |                          |                       |

| Classement général | Classement général   | Classement général | Classement général     | Classement général  |
|                    | Coureur              | Pays               | Équipe                 | Temps               |
| ------------------ | -------------------- | ------------------ | ---------------------- | ------------------- |
| 1er                | Claudia Häusler      | Allemagne          | Cervélo TestTeam Women | en 19 h 16 min 41 s |
| 2e                 | Judith Arndt         | Allemagne          | Columbia-HTC Women     | +17 s               |
| 3e                 | Mara Abbott          | États-Unis         | Columbia-HTC Women     | +50 s               |
| 4e                 | Nicole Brändli       | Suisse             | Bigla                  | +2 min 53 s         |
| 5e                 | Emma Pooley          | Royaume-Uni        | Cervélo TestTeam Women | +5 min 41 s         |
| 6e                 | Carla Ryan           | Australie          | Cervélo TestTeam Women | +8 min 34 s         |
| 7e                 | Fabiana Luperini     | Italie             | Selle Italie-Ghezzi    | +9 min 13 s         |
| 8e                 | Svetlana Boubnenkova | Russie             | Fenixs                 | +9 min 20 s         |
| 9e                 | Edita Pučinskaitė    | Lituanie           | Gauss-RDZ-Ormu-Colnago | +10 min 40 s        |
| 10e                | Tatiana Guderzo      | Italie             | SC Michela Fanini Rox  | +12 min 59 s        |
| modifier           |                      |                    |                        |                     |

### 8eétape

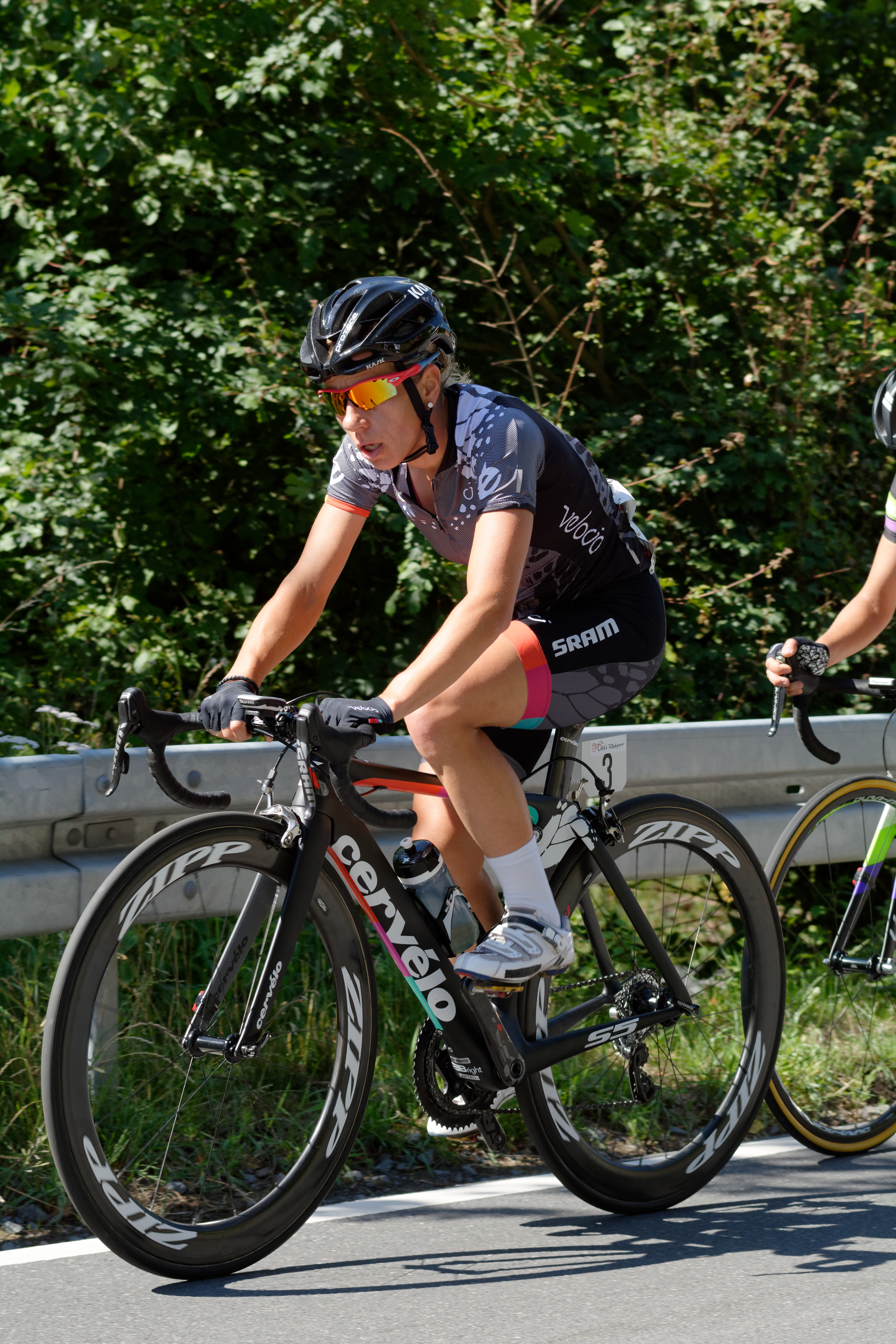
Trixi Worrack gagne la huitième étape

En début d'étape, un groupe de dix-sept coureuses compte jusqu'à trois minutes d'avance sur le peloton. Trixi Worrack, qui se trouvait dans ce groupe, attaque à vingt-cinq kilomètres de l'arrivée et s'impose avec plus d'une minute d'avance sur ses poursuivantes. Shelley Olds remporte le sprint de ce qu'il reste du groupe d'échappée. Le peloton est emmené par Claudia Häusler. Judith Arndt, alors deuxième au classement général, chute durant l'étape et doit abandonner,. L'étape est le théâtre de l'attribution d'un prix en l'hommage de Zinaida Stahurskaia pour la meilleure jeune dans les trois cols de l'étape. Le prix est remporté par Elena Berlato.
| Classement de l'étape | Classement de l'étape | Classement de l'étape | Classement de l'étape              | Classement de l'étape |
|                       | Coureur               | Pays                  | Équipe                             | Temps                 |
| --------------------- | --------------------- | --------------------- | ---------------------------------- | --------------------- |
| 1er                   | Trixi Worrack         | Allemagne             | Nürnberger Versicherung            | en 3 h 5 min 26 s     |
| 2e                    | Shelley Olds          | États-Unis            | Sélection nationale des États-Unis | +1 min 13 s           |
| 3e                    | Svetlana Boubnenkova  | Russie                | Fenixs                             | +1 min 13 s           |
| 4e                    | Loes Gunnewijk        | Pays-Bas              | Flexpoint                          | +1 min 13 s           |
| 5e                    | Tatiana Guderzo       | Italie                | SC Michela Fanini Rox              | +1 min 15 s           |
| 6e                    | Claudia Häusler       | Allemagne             | Cervélo TestTeam Women             | +2 min 57 s           |
| 7e                    | Nicole Brändli        | Suisse                | Bigla                              | +2 min 57 s           |
| 8e                    | Susanne Ljungskog     | Suède                 | Flexpoint                          | +2 min 57 s           |
| 9e                    | Monia Baccaille       | Italie                | SC Michela Fanini Rox              | +2 min 57 s           |
| 10e                   | Eleonora Patuzzo      | Italie                | Safi-Pasta Zara-Titanedi           | +2 min 57 s           |
| modifier              |                       |                       |                                    |                       |

| Classement général | Classement général   | Classement général | Classement général     | Classement général |
|                    | Coureur              | Pays               | Équipe                 | Temps              |
| ------------------ | -------------------- | ------------------ | ---------------------- | ------------------ |
| 1er                | Claudia Häusler      | Allemagne          | Cervélo TestTeam Women | en 22 h 25 min 4 s |
| 2e                 | Mara Abbott          | États-Unis         | Columbia-HTC Women     | +50 s              |
| 3e                 | Nicole Brändli       | Suisse             | Bigla                  | +2 min 53 s        |
| 4e                 | Emma Pooley          | Royaume-Uni        | Cervélo TestTeam Women | +6 min 55 s        |
| 5e                 | Svetlana Boubnenkova | Russie             | Fenixs                 | +7 min 32 s        |
| 6e                 | Fabiana Luperini     | Italie             | Selle Italie-Ghezzi    | +9 min 13 s        |
| 7e                 | Tatiana Guderzo      | Italie             | SC Michela Fanini Rox  | +11 min 17 s       |
| 8e                 | Carla Ryan           | Australie          | Cervélo TestTeam Women | +12 min 49 s       |
| 9e                 | Susanne Ljungskog    | Suède              | Flexpoint              | +14 min 45 s       |
| 10e                | Edita Pučinskaitė    | Lituanie           | Gauss-RDZ-Ormu-Colnago | +14 min 55 s       |
| modifier           |                      |                    |                        |                    |

### 9eétape
L'équipe Columbia proteste contre l'étroitesse des routes qui en deviennent dangereuse. Elle n'est cependant pas suivie par les autres formations.
La dernière étape se conclut par un sprint massif, que remporte Kirsten Wild,. 
| Classement de l'étape | Classement de l'étape | Classement de l'étape | Classement de l'étape    | Classement de l'étape |
|                       | Coureur               | Pays                  | Équipe                   | Temps                 |
| --------------------- | --------------------- | --------------------- | ------------------------ | --------------------- |
| 1er                   | Kirsten Wild          | Pays-Bas              | Cervélo TestTeam Women   | en 2 h 55 min 47 s    |
| 2e                    | Giorgia Bronzini      | Italie                | Safi-Pasta Zara-Titanedi | m.t.                  |
| 3e                    | Diana Žiliūtė         | Lituanie              | Safi-Pasta Zara-Titanedi | m.t.                  |
| 4e                    | Alessandra D'Ettorre  | Italie                | Top Girls Fassa Bortolo  | m.t.                  |
| 5e                    | Svetlana Boubnenkova  | Russie                | Fenixs                   | m.t.                  |
| 6e                    | Monia Baccaille       | Italie                | SC Michela Fanini Rox    | m.t.                  |
| 7e                    | Julia Martisova       | Russie                | Gauss-RDZ-Ormu-Colnago   | m.t.                  |
| 8e                    | Rochelle Gilmore      | Australie             | Lotto Belisol            | m.t.                  |
| 9e                    | Flávia Oliveira       | Brésil                | SC Michela Fanini Rox    | m.t.                  |
| 10e                   | Bettina Kuhn          | Suisse                | Bigla                    | m.t.                  |
| modifier              |                       |                       |                          |                       |

## Classements finals

### Classement général final
| Classement général final | Classement général final | Classement général final | Classement général final | Classement général final |
|                          | Coureur                  | Pays                     | Équipe                   | Temps                    |
| ------------------------ | ------------------------ | ------------------------ | ------------------------ | ------------------------ |
| 1er                      | Claudia Häusler          | Allemagne                | Cervélo TestTeam Women   | en 25 h 21 min 32 s      |
| 2e                       | Mara Abbott              | États-Unis               | Columbia-HTC Women       | +30 s                    |
| 3e                       | Nicole Brändli           | Suisse                   | Bigla                    | +2 min 33 s              |
| 4e                       | Emma Pooley              | Royaume-Uni              | Cervélo TestTeam Women   | +6 min 35 s              |
| 5e                       | Svetlana Boubnenkova     | Russie                   | Fenixs                   | +6 min 51 s              |
| 6e                       | Fabiana Luperini         | Italie                   | Selle Italie-Ghezzi      | +8 min 53 s              |
| 7e                       | Tatiana Guderzo          | Italie                   | SC Michela Fanini Rox    | +10 min 54 s             |
| 8e                       | Carla Ryan               | Australie                | Cervélo TestTeam Women   | +12 min 29 s             |
| 9e                       | Susanne Ljungskog        | Suède                    | Flexpoint                | +14 min 13 s             |
| 10e                      | Edita Pučinskaitė        | Lituanie                 | Gauss-RDZ-Ormu-Colnago   | +14 min 23 s             |
| modifier                 |                          |                          |                          |                          |

### Classements annexes

#### Classement par points
| Classement par points | Classement par points | Classement par points | Classement par points  | Classement par points |
| --------------------- | --------------------- | --------------------- | ---------------------- | --------------------- |
|                       | Coureur               | Pays                  | Équipe                 | Point(s)              |
| 1er                   | Claudia Häusler       | Allemagne             | Cervélo TestTeam Women | 49 points             |
| 2e                    | Mara Abbott           | États-Unis            | Columbia-HTC Women     | 41 pts                |
| 3e                    | Svetlana Boubnenkova  | Russie                | Fenixs                 | 39 pts                |
| modifier              |                       |                       |                        |                       |

#### Classement de la meilleure grimpeuse
| Classement de la meilleure grimpeuse | Classement de la meilleure grimpeuse | Classement de la meilleure grimpeuse | Classement de la meilleure grimpeuse | Classement de la meilleure grimpeuse |
| ------------------------------------ | ------------------------------------ | ------------------------------------ | ------------------------------------ | ------------------------------------ |
|                                      | Coureur                              | Pays                                 | Équipe                               | Point(s)                             |
| 1er                                  | Mara Abbott                          | États-Unis                           | Columbia-HTC Women                   | 38 points                            |
| 2e                                   | Nicole Brändli                       | Suisse                               | Bigla                                | 36 pts                               |
| 3e                                   | Claudia Häusler                      | Allemagne                            | Cervélo TestTeam Women               | 27 pts                               |
| modifier                             |                                      |                                      |                                      |                                      |

#### Classement de la meilleure jeune
| Classement de la meilleure jeune | Classement de la meilleure jeune | Classement de la meilleure jeune | Classement de la meilleure jeune | Classement de la meilleure jeune |
|                                  | Coureur                          | Pays                             | Équipe                           | Temps                            |
| -------------------------------- | -------------------------------- | -------------------------------- | -------------------------------- | -------------------------------- |
| 1er                              | Lizzie Armitstead                | Royaume-Uni                      | Lotto Belisol                    | en 25 h 48 min 32 s              |
| 2e                               | Elena Berlato                    | Italie                           | Safi-Pasta Zara-Titanedi         | +47 s                            |
| 3e                               | Tiffany Cromwell                 | Australie                        | Sélection nationale d'Australie  | +5 min 18 s                      |
| modifier                         |                                  |                                  |                                  |                                  |

#### Classement par équipes
| Classement par équipes | Classement par équipes | Classement par équipes | Classement par équipes |
|                        | Équipe                 | Pays                   | Temps                  |
| ---------------------- | ---------------------- | ---------------------- | ---------------------- |
| 1re                    | Cervélo TestTeam Women | Allemagne              | en 76 h 16 min 7 s     |
| 2e                     | Columbia-HTC Women     | Allemagne              | +9 min 12 s            |
| 3e                     | SC Michela Fanini Rox  | Pays-Bas               | +50 min 55 s           |
| modifier               |                        |                        |                        |

## Points UCI
| Position           | 1er | 2e | 3e | 4e | 5e | 6e | 7e | 8e | 9e | 10e | 11e | 12e |
| Classement général | 80  | 56 | 32 | 24 | 20 | 16 | 12 | 8  | 7  | 6   | 5   | 3   |
| Par étape          | 16  | 11 | 6  | 5  | 4  | 2  |    |    |    |     |     |     |
| Leader, par étape  | 8   |    |    |    |    |    |    |    |    |     |     |     |

## Évolution des classements
| Étape            | Vainqueur           | Classement général | Classement par points | Classement de la montagne | Classement de la meilleure jeune | Classement de la meilleure équipe |
| ---------------- | ------------------- | ------------------ | --------------------- | ------------------------- | -------------------------------- | --------------------------------- |
| Prol.            | Kirsten Wild        | Kirsten Wild       | Kirsten Wild          | Kirsten Wild              | Trine Schmidt                    |                                   |
| 1re              | Edita Pučinskaitė   | Edita Pučinskaitė  | Edita Pučinskaitė     | Edita Pučinskaitė         | Alyona Andruk                    | Columbia-HTC Women                |
| 2e               | Amber Neben         | Amber Neben        | Amber Neben           | Amber Neben               | Lizzie Armitstead                | Cervélo TestTeam Women            |
| 3e               | Mara Abbott         | Emma Pooley        | Emma Pooley           | Mara Abbott               | Lizzie Armitstead                | Cervélo TestTeam Women            |
| 4e               | Ina-Yoko Teutenberg | Emma Pooley        | Emma Pooley           | Mara Abbott               | Lizzie Armitstead                | Cervélo TestTeam Women            |
| 5e               | Noemi Cantele       | Emma Pooley        | Judith Arndt          | Mara Abbott               | Lizzie Armitstead                | Cervélo TestTeam Women            |
| 6e               | Judith Arndt        | Claudia Häusler    | Judith Arndt          | Mara Abbott               | Lizzie Armitstead                | Cervélo TestTeam Women            |
| 7e               | Claudia Häusler     | Claudia Häusler    | Judith Arndt          | Mara Abbott               | Lizzie Armitstead                | Cervélo TestTeam Women            |
| 8e               | Trixi Worrack       | Claudia Häusler    | Claudia Häusler       | Mara Abbott               | Lizzie Armitstead                | Cervélo TestTeam Women            |
| 9e               | Kirsten Wild        | Claudia Häusler    | Claudia Häusler       | Mara Abbott               | Lizzie Armitstead                | Cervélo TestTeam Women            |
| Classement final | Classement final    | Claudia Häusler    | Claudia Häusler       | Mara Abbott               | Lizzie Armitstead                | Cervélo TestTeam Women            |

## Diffusion
La chaîne de télévision italienne Rai diffuse un résumé quotidien sur les événements de course.

## Bilan
La course se montre intense entre les équipes Cervélo TestTeam Women et Columbia-HTC Women. La première remporte le prologue grâce à Kirsten Wild. Sa leader place Kristin Armstrong est placée à la deuxième place du classement général à l'issue du contre-la-montre individuel et semble en mesure de jouer la victoire. Elle perd cependant plus de huit minutes le lendemain alors qu'Emma Pooley prend la tête du classement général et Claudia Häusler occupe la troisième place de celui-ci. Les piètres qualités de descendeuse de la Britannique lui sont fatals dans la sixième étape où elle laisse ses rivales lui prendre plus de cinq minutes. Claudia Häusler remporte l'étape suivante et parvient à conserver la tête du classement général et du classement à points jusqu'au bout. Kirsten Wild porte le bilan de l'équipe à trois victoires d'étapes grâce à la dernière arrivée. Finalement, les coureuses de l'équipe portent le maillot rose au soir de huit des dix étapes prologue inclus. Emma Pooley est également quatrième du classement général et Carla Ryan huitième. L'équipe Columbia-HTC Women réalise également un bon Tour d'Italie 2009 en remportant la troisième étape par l'intermédiaire de Mara Abbott, la quatrième grâce à Ina-Yoko Teutenberg et la sixième grâce à Judith Arndt. Au classement général, l'échappée de la sixième étape permet à Mara Abbott et Judith Arndt de prendre en tenaille Claudia Häusler avec respectivement trente-huit et douze secondes de retard. Cette dernière résiste aux attaques sur la septième étape. Le lendemain, la chute et l'abandon de Judith Arndt constituent un coup de théâtre. Mara Abbott termine finalement deuxième du Tour d'Italie et gagne le classement de la montagne. L'équipe Nürnberger Versicherung présente un bel effectif au départ. Sa leader Amber Neben s'impose lors du contre-la-montre et prend le maillot rose. Elle perd deux minutes durant la troisième étape puis chute et doit poser pied à terre lors de la cinquième. Trixi Worrack porte le bilan de l'équipe à deux victoires avec huitième étape. L'équipe Bigla parie en début d'épreuve à la fois sur Noemi Cantele et sur Nicole Brändli. La première perd du terrain lors de la troisième étape, mais gagne la cinquième. La Suisse profite de l'échappée de la sixième étape pour se replacer au classement général. Elle termine l'épreuve à la troisième place. Edita Pučinskaitė de l'équipe Gauss gagne la première étape et finit l'épreuve à la dixième place. Lizzie Armitstead remporte le classement de la meilleure jeune et constitue la principale satisfaction pour l'équipe Lotto Belisol. Svetlana Boubnenkova qui court pour Fenixs se montre régulière et se classe finalement cinquième. La vainqueur sortante Fabiana Luperini (Selle Italie-Ghezzi) est sixième, l'Italienne Tatiana Guderzo (SC Michela Fanini Rox) septième. Enfin, la Suédoise Susanne Ljungskog pointe à une décevante neuvième place.

## Liste des participantes
| Légende                             | Légende                                                                                              | Légende                                | Légende |
| ----------------------------------- | --- | -------------------------------------- | --- |
| Num                                 | Dossard de départ porté par la coureuse sur ce Tour d'Italie féminin                                 | Pos                                    | Position finale au classement général                                                                         |
| Leader du classement général        | Indique la vainqueur du classement général                                                           | Leader du classement des sprints       | Indique la vainqueur du classement par points                                                                 |
| Leader du classement de la montagne | Indique la vainqueur du classement de la montagne                                                    | Leader du classement du meilleur jeune | Indique la vainqueur du classement de la meilleure jeune                                                      |
|                                     | Indique un maillot de champion national ou mondial, suivi de sa spécialité                           | Leader du classement par points        | Indique la vainqueur du classement de la meilleure italienne                                                  |
| #                                   | Indique la meilleure équipe                                                                          | NP                                     | Indique une coureuse qui n'a pas pris le départ d'une étape, suivi du numéro de l'étape où elle s'est retirée |
| AB                                  | Indique une coureuse qui n'a pas terminé une étape, suivi du numéro de l'étape où elle s'est retirée | HD                                     | Indique une coureuse qui a terminé une étape hors des délais, suivi du numéro de l'étape                      |
| *                                   | Indique une coureuse en lice pour le classement de la meilleure jeune (coureuses nées après le )     |                                        | |

| Selle Italie-Ghezzi MSI | Selle Italie-Ghezzi MSI  | Selle Italie-Ghezzi MSI |
| ----------------------- | ------------------------ | ----------------------- |
| Num                     | Coureur                  | Pos                     |
| 1                       | Fabiana Luperini ( ITA ) | 6e                      |
| 2                       | Giuseppina Grassi ( MEX) | 32e                     |
| 3                       | Kaytee Boyd ( NZL)       | 47e                     |
| 4                       | Laura Bozzolo ( ITA)     | 73e                     |
| 5                       | Gloria Presti* ( ITA)    | 71e                     |
| 6                       | Sigrid Corneo ( SLO)     | 26e                     |
| 7                       | Luisa Tamanini ( ITA)    | AB-9                    |
| 8                       | Silvia Valsecchi ( ITA)  | 35e                     |

| Cervélo TestTeam Women CWT | Cervélo TestTeam Women CWT | Cervélo TestTeam Women CWT |
| -------------------------- | -------------------------- | -------------------------- |
| Num                        | Coureur                    | Pos                        |
| 11                         | Kristin Armstrong (USA)    | 11e                        |
| 12                         | Lieselot Decroix* (BEL)    | 31e                        |
| 13                         | Sarah Düster (GER)         | 74e                        |
| 14                         | Claudia Häusler (GER)      | 1re                        |
| 15                         | Emma Pooley (GBR)          | 4e                         |
| 16                         | Carla Ryan (AUS)           | 8e                         |
| 17                         | Patricia Schwager (SUI)    | 34e                        |
| 18                         | Kirsten Wild (NED)         | 61e                        |

| Fenixs FEN | Fenixs FEN                          | Fenixs FEN |
| ---------- | ----------------------------------- | ---------- |
| Num        | Coureur                             | Pos        |
| 21         | Svetlana Boubnenkova (RUS)          | 5e         |
| 22         | Natalia Boyarskaya (RUS)            | NP-1       |
| 23         | Catherine Hare Willianson (GBR)     | 57e        |
| 24         | Urte Juodvalkyte (LTU)              | 102e       |
| 25         | Karin Aune (SWE)                    | 36e        |
| 26         | Erika Vilunaite (LTU)               | AB-9       |
| 27         | Laura Lorenza Morfin Macouzet (MEX) | 43e        |
| 28         | Siobhan Dervan (IRL)                | 65e        |

| Flexpoint FLX | Flexpoint FLX              | Flexpoint FLX |
| ------------- | -------------------------- | ------------- |
| Num           | Coureur                    | Pos           |
| 31            | Susanne Ljungskog (SWE)    | 9e            |
| 32            | non attribué               |               |
| 33            | Loes Gunnewijk (NED)       | AB-9          |
| 34            | non attribué               |               |
| 35            | Trine Schmidt* (DEN)       | 58e           |
| 36            | Iris Slappendel (NED)      | 24e           |
| 37            | Saskia Elemans (NED)       | NP-7          |
| 38            | non attribué               |               |
| ?             | Anna van der Breggen (NED) | NP-4          |

| Top Girls Fassa Bortolo TOG | Top Girls Fassa Bortolo TOG   | Top Girls Fassa Bortolo TOG |
| --------------------------- | ----------------------------- | --------------------------- |
| Num                         | Coureur                       | Pos                         |
| 41                          | Valentina Carretta* (ITA)     | 23e                         |
| ?                           | Valentina Bastianelli* (ITA ) | AB-9                        |
| 43                          | Alessandra D'Ettorre (ITA)    | 55e                         |
| 44                          | non attribué                  |                             |
| 45                          | Jennifer Fiori (ITA)          | 39e                         |
| 46                          | Laura Pisaneschi (ITA)        | 83e                         |
| 47                          | Chiara Rozzini (ITA)          | AB-5                        |
| 48                          | Marta Tagliaferro (ITA)       | AB-6                        |

| USC Chirio Forno d'Asolo USC | USC Chirio Forno d'Asolo USC   | USC Chirio Forno d'Asolo USC |
| ---------------------------- | ------------------------------ | ---------------------------- |
| Num                          | Coureur                        | Pos                          |
| 51                           | Clemilda Fernandes Silva (BRA) | 53e                          |
| 52                           | Uênia Fernandes Da Souza (BRA) | 46e                          |
| 53                           | Edita Unguryte (LTU)           | AB-4                         |
| 54                           | Tetyana Riabchenko* (UKR)      | AB-9                         |
| 55                           | Simona Frapporti* (ITA)        | 84e                          |
| 56                           | Viktoria Vologdina* (UKR)      | 86e                          |
| 57                           | Olena Oliynik* (UKR)           | 27e                          |
| 58                           | Tetyana Mykhaylova* (UKR)      | 89e                          |

| Columbia-HTC Women TCW | Columbia-HTC Women TCW        | Columbia-HTC Women TCW |
| ---------------------- | ----------------------------- | ---------------------- |
| Num                    | Coureur                       | Pos                    |
| 61                     | Mara Abbott (USA)             | 2e                     |
| 62                     | Kimberly Anderson (USA)       | 19e                    |
| 63                     | Judith Arndt (GER)            | AB-8                   |
| 64                     | Katherine Bates (AUS)         | 101e                   |
| 65                     | Chantal Beltman (NED)         | 81e                    |
| 66                     | Ina-Yoko Teutenberg (GER)     | 62e                    |
| 67                     | Linda Melanie Villumsen (DEN) | 13e                    |

| Lotto Belisol LLT | Lotto Belisol LLT           | Lotto Belisol LLT |
| ----------------- | --------------------------- | ----------------- |
| Num               | Coureur                     | Pos               |
| 71                | Elizabeth Armitstead* (GBR) | 15e               |
| 72                | Linn Torp (NOR)             | 93e               |
| 73                | Rochelle Gilmore (AUS)      | 78e               |
| 74                | Vera Koedooder (ITA)        | 50e               |
| 75                | Emma Mackie (AUS)           | 51e               |

| Nürnberger Versicherung NUR | Nürnberger Versicherung NUR | Nürnberger Versicherung NUR |
| --------------------------- | --------------------------- | --------------------------- |
| Num                         | Coureur                     | Pos                         |
| 81                          | Charlotte Becker (GER)      | AB-8                        |
| 82                          | Suzanne De Goede (NED)      | 40e                         |
| 83                          | non attribué                |                             |
| 84                          | Marlen Jöhrend (GER)        | 72e                         |
| 85                          | non attribué                |                             |
| 86                          | Amber Neben (USA)           | AB-5                        |
| 87                          | Regina Schleicher (GER)     | AB-9                        |
| 88                          | Trixi Worrack (GBR)         | 18e                         |

| Sélection nationale d'Australie | Sélection nationale d'Australie | Sélection nationale d'Australie |
| ------------------------------- | ------------------------------- | ------------------------------- |
| Num                             | Coureur                         | Pos                             |
| 91                              | Carlee Taylor* (AUS)            | 37e                             |
| 92                              | Tiffany Cromwell* (AUS)         | 22e                             |
| 93                              | Belinda Goss (AUS)              | AB-7                            |
| 94                              | Amber Halliday (AUS)            | 25e                             |
| 95                              | Lauren Kitchen* (AUS)           | 68e                             |
| 96                              | Shara Gillon* (AUS)             | 28e                             |
| 97                              | Chloe Hosking (AUS)             | AB-6                            |
| 98                              | Myfanwy Galloway (AUS)          | NP-7                            |

| SC Michela Fanini Rox MIC | SC Michela Fanini Rox MIC | SC Michela Fanini Rox MIC |
| ------------------------- | ------------------------- | ------------------------- |
| Num                       | Coureur                   | Pos                       |
| 101                       | Monia Baccaille (ITA)     | 21e                       |
| 102                       | Carly Hibberd (AUS)       | AB-4                      |
| 103                       | Giulia Lazzerini (ITA)    | AB-6                      |
| 104                       | Flávia Oliveira (BRA)     | 14e                       |
| 105                       | Sara Grifi* (ITA)         | 104e                      |
| 106                       | Tatiana Guderzo (ITA)     | 7e                        |
| 107                       | Samantha Galassi* (ITA)   | 63e                       |
| 108                       | Rosane Kirch (BRA)        | 42e                       |

| CMAX Dila DGC | CMAX Dila DGC               | CMAX Dila DGC |
| ------------- | --------------------------- | ------------- |
| Num           | Coureur                     | Pos           |
| 111           | Marta Vilajosana (ESP)      | 20e           |
| 112           | Chiara Vanni* (ITA)         | 80e           |
| 113           | Francesca Faustini* (ITA)   | 90e           |
| 114           | Saneila Biagi* (ITA)        | 52e           |
| 115           | non attribué                |               |
| 116           | Alessia Quarta (ITA)        | AB-7          |
| 117           | Silvia Tirado Marquez (ESP) | 100e          |

| System Data | System Data                  | System Data |
| ----------- | ---------------------------- | ----------- |
| Num         | Coureur                      | Pos         |
| ?           | Lisa Racchetto (USA)         | 82e         |
| 122         | Alena Dylko* (BLR)           | 97e         |
| 123         | Marina Vinnikava* (BLR)      | 103e        |
| 124         | Aleaksandra Lohvinova* (BLR) | 76e         |
| 125         | Silvia Trovellesi (ITA)      | AB-4        |
| 126         | Zaira De Luca (ITA)          | AB-4        |
| ?           | Odette Bertolin (ITA)        | 96e         |
| 128         | Liz Hatch (ITA)              | 98e         |

| Gauss-RDZ-Ormu-Colnago GAU | Gauss-RDZ-Ormu-Colnago GAU | Gauss-RDZ-Ormu-Colnago GAU |
| -------------------------- | -------------------------- | -------------------------- |
| Num                        | Coureur                    | Pos                        |
| 131                        | Tatiana Antoshina (RUS)    | 12e                        |
| 132                        | Julia Martisova (RUS)      | 44e                        |
| 133                        | Tania Belvederesi (ITA)    | 66e                        |
| 134                        | Martina Corazza (ITA)      | 64e                        |
| 135                        | Emanuela Azzini (ITA)      | 88e                        |
| 136                        | Edita Pučinskaitė (LTU)    | 10e                        |
| 137                        | Chiara Bortolus* (ITA)     | 94e                        |
| 138                        | Alice Donadoni* (ITA)      | 33e                        |

| Safi-Pasta Zara-Titanedi SAF | Safi-Pasta Zara-Titanedi SAF             | Safi-Pasta Zara-Titanedi SAF |
| ---------------------------- | ---------------------------------------- | ---------------------------- |
| Num                          | Coureur                                  | Pos                          |
| 141                          | Alona Andruk* (UKR)                      | 48e                          |
| 142                          | Elena Berlato* (ITA)                     | 17e                          |
| 143                          | Alessandra Borchi (ITA)                  | 75e                          |
| 144                          | Giorgia Bronzini (ITA)                   | 67e                          |
| 145                          | Inga Cilvinaite (LTU)                    | 59e                          |
| 146                          | Eneritz Iturriagaetxebarria Mazaga (ESP) | 60e                          |
| 147                          | Eleonora Patuzzo* (ITA)                  | 49e                          |
| 148                          | Diana Žiliūtė (LTU)                      | 16e                          |

| Bizkaia Durango BPD | Bizkaia Durango BPD              | Bizkaia Durango BPD |
| ------------------- | -------------------------------- | ------------------- |
| Num                 | Coureur                          | Pos                 |
| 151                 | Cristina Alcalde Huertanos (ESP) | 69e                 |
| 152                 | Mireia Epelde Bikendi (ESP)      | 87e                 |
| 153                 | Ana Belen Garcia Antequera (ESP) | 30e                 |
| 154                 | non attribué                     |                     |
| 155                 | Ariadna Tudel Cuberes (AND)      | AB-5                |
| 156                 | Gema Pascual Torrecilla (ESP)    | 85e                 |
| 157                 | Diana Zamorano (ESP)             | 105e                |
| 158                 | Dorleta Zorrilla Braceras* (ESP) | 91e                 |

| Bigla BCT | Bigla BCT                    | Bigla BCT |
| --------- | ---------------------------- | --------- |
| Num       | Coureur                      | Pos       |
| 161       | Nicole Brändli (SUI)         | 3e        |
| 162       | Noemi Cantele (ITA)          | NP-7      |
| 163       | Jennifer Hohl (SUI)          | 41e       |
| 164       | Veronica Andreasson (SWE)    | 79e       |
| 165       | Monica Holler (SWE)          | 95e       |
| 166       | Modesta Vzesniauskaite (LTU) | 45e       |
| 167       | Andrea Graus (AUT)           | AB-9      |
| 168       | Bettina Kuhn (SUI)           | 92e       |

| Sélection nationale des États-Unis | Sélection nationale des États-Unis | Sélection nationale des États-Unis |
| ---------------------------------- | ---------------------------------- | ---------------------------------- |
| Num                                | Coureur                            | Pos                                |
| 171                                | Katharine Carroll (USA)            | 56e                                |
| 172                                | Lauren Tamayo (USA)                | 54e                                |
| 173                                | Brooke Miller (USA)                | 99e                                |
| 174                                | Meredith Miller (USA)              | 77e                                |
| 175                                | Megan Guarnier (USA)               | 70e                                |
| 176                                | Shelley Olds (USA)                 | 29e                                |
| ?                                  | Katheryn Curi Mattis (USA)         | 38e                                |

Source,.

### Règlement de la course

#### Classements et bonifications
Le classement général individuel au temps est calculé par le cumul des temps enregistrés dans chacune des étapes parcourues. Des bonifications et d'éventuelles pénalisations sont incluses dans le calcul du classement. Le coureur qui est premier de ce classement est porteur du maillot rose.
Des bonifications sont attribuées dans cette épreuve.

##### Classement du meilleur grimpeur
Le classement du meilleur grimpeur, ou classement des monts, est un classement spécifique basé sur les arrivées au sommet des ascensions répertoriées dans l'ensemble de la course. Elles sont classés en trois catégories. Les ascensions de première catégorie rapporte respectivement ?? points aux cinq premières coureuses, celles de deuxième catégorie 9, 7, 5, 3 et 1 point enfin celles de troisième catégorie 5, 4, 3, 2 et 1 point. Le premier du classement des monts est détenteur du maillot vert. En cas d'égalité, les coureurs sont prioritairement départagés par le nombre de premières places aux sommets. Si l'égalité persiste, le critère suivant est la place obtenue au classement général. Pour être classé, un coureur doit avoir terminé la course dans les délais.

##### Classement par points
Le maillot cyclamen récompense le classement par points. Celui-ci se calcule selon le classement lors des arrivées d'étape. Les dix premières se voient accorder des points selon le décompte suivant : 15,
12, 10, 8, 6, 5, 4, 3, 2, 1 point. Pour être classé, un coureur doit avoir terminé la course dans les délais.

##### Classement de la meilleure jeune
Le classement de la meilleure jeune ne concerne qu'une certaine catégorie de coureuses, celles étant âgées de moins de 23 ans.  Ce classement, basé sur le classement général, attribue au premier un maillot blanc.

##### Répartition des maillots
Chaque coureuse en tête d'un classement est porteuse du maillot ou du dossard distinctif correspondant. Cependant, dans le cas où une coureuse dominerait plusieurs classements, celle-ci ne porte qu'un seul maillot distinctif, selon une priorité de classements. Le classement général au temps est le classement prioritaire, suivi du classement général par points, du classement général du meilleur grimpeur, du classement de la meilleure jeune. Si ce cas de figure se produit, le maillot correspondant au classement annexe de priorité inférieure n'est pas porté par celui qui domine ce classement mais par son deuxième.

### Vidéos
| - (it) « Giro Donne 2009 - Prologue part 1 », sur you tube (consulté le 15 février 2021) - (it) « Giro Donne 2009 - Prologue part 2 », sur you tube (consulté le 15 février 2021) - (it) « Giro Donne 2009 - Prologue part 3 », sur you tube (consulté le 15 février 2021) - (it) « Giro Donne 2009 - Stage 1 part 1 », sur you tube (consulté le 15 février 2021) - (it) « Giro Donne 2009 - Stage 1 part 1 », sur you tube (consulté le 15 février 2021) - (it) « Giro Donne 2009 - Stage 1 part 2 », sur you tube (consulté le 15 février 2021) - (it) « Giro Donne 2009 - Stage 2 part 1 », sur you tube (consulté le 15 février 2021) - (it) « Giro Donne 2009 - Stage 2 part 2 », sur you tube (consulté le 15 février 2021) - (it) « Giro Donne 2009 - Stage 2 part 3 », sur you tube (consulté le 15 février 2021) - (it) « Giro Donne 2009 - Stage 2 part 4 », sur you tube (consulté le 15 février 2021) - (it) « Giro Donne 2009 - Stage 3 part 1 », sur you tube (consulté le 15 février 2021) - (it) « Giro Donne 2009 - Stage 3 part 2 », sur you tube (consulté le 15 février 2021) - (it) « Giro Donne 2009 - Stage 4 part 1 », sur you tube (consulté le 15 février 2021) - (it) « Giro Donne 2009 - Stage 4 part 2 », sur you tube (consulté le 15 février 2021) - (it) « Giro Donne 2009 - Stage 5 part 1 », sur you tube (consulté le 15 février 2021) | - (it) « Giro Donne 2009 - Stage 5 part 2 », sur you tube (consulté le 15 février 2021) - (it) « Giro Donne 2009 - Stage 5 part 3 », sur you tube (consulté le 15 février 2021) - (it) « Giro Donne 2009 - Stage 6 part 1 », sur you tube (consulté le 15 février 2021) - (it) « Giro Donne 2009 - Stage 6 part 2 », sur you tube (consulté le 15 février 2021) - (it) « Giro Donne 2009 - Stage 6 part 3 », sur you tube (consulté le 15 février 2021) - (it) « Giro Donne 2009 - Stage 7 part 1 », sur you tube (consulté le 15 février 2021) - (it) « Giro Donne 2009 - Stage 7 part 2 », sur you tube (consulté le 15 février 2021) - (it) « Giro Donne 2009 - Stage 7 part 3 », sur you tube (consulté le 15 février 2021) - (it) « Giro Donne 2009 - Stage 8 part 1 », sur you tube (consulté le 15 février 2021) - (it) « Giro Donne 2009 - Stage 8 part 2 », sur you tube (consulté le 15 février 2021) - (it) « Giro Donne 2009 - Stage 8 part 3 », sur you tube (consulté le 15 février 2021) - (it) « Giro Donne 2009 - Stage 9 part 1 », sur you tube (consulté le 15 février 2021) - (it) « Giro Donne 2009 - Stage 9 part 2 », sur you tube (consulté le 15 février 2021) - (it) « Giro Donne 2009 - Stage 9 part 3 », sur you tube (consulté le 15 février 2021) |

### Autres
- (en) « Giro Donne 2009 », sur cycling news (consulté le 29 novembre 2015)
- (en) « Giro Donne - A look back at 2009 », sur podium cafe (consulté le 6 décembre 2015)